# Гермоген (Орехов)
Архиепи́скоп Гермоге́н (в миру Григо́рий Васи́льевич Оре́хов; 23 декабря 1929, село Поповка, Нижне-Волжский край — 27 января 1980, Москва) — епископ Русской православной церкви, архиепископ Краснодарский и Кубанский.

## Биография
Родился 23 или 28 декабря 1929 года в селе Поповка Нижне-Волжского края (ныне Хвалынского района Саратовской области) в семье рабочего.
С 1944 года исполнял обязанности чтеца, пономаря и певца церковного хора при церкви Рождества Пресвятой Богородицы в Баку.
В 1947 году поступил в Ставропольскую духовную семинарию, по окончании которой в 1952 году поступил в Ленинградскую духовную академию, которую окончил в 1956 году со званием кандидата богословия за сочинение «Идеал религиозно-нравственной жизни еврейского народа по учительным книгам Библии и применение его в жизни евреев».
В 1956 году окончил академию со степенью кандидата богословия. Назначен преподавателем Ставропольской духовной семинарии.
В 1960 году переведён преподавателем Волынской духовной семинарии. Преподавал катихизис, нравственное богословие, сектоведение и литургику.
28 мая 1963 года в городе Угличе архиепископом Ярославским и Ростовским Никодимом (Ротовым) рукоположён во диакона, а в июне — во иерея к церкви Положения Ризы Пресвятой Богородицы в селе Крест (Ярославль).
В том же году пострижен в монашество и определён настоятелем храма Покрова Пресвятой Богородицы в городе Переяславле-Залесском и благочинным Переяславского округа Ярославской епархии.
20 января 1964 года назначен заместителем начальника Русской духовной миссии в Иерусалиме с возведением в сан игумена.
С 22 декабря того же года — начальник Русской Духовной Миссии в Иерусалиме. 25 февраля 1965 года возведён в сан архимандрита.
С 25 ноября 1966 до 19 октября 1971 года — представитель Московского Патриархата при Антиохийском патриархе.
25 декабря 1966 года в храме святого апостола и евангелиста Иоанна Богослова в Ленинграде хиротонисан во епископа Подольского, викария Московской епархии с оставлением в прежней должности. Хиротонию совершали: митрополит Ленинградский и Ладожский Никодим (Ротов), архиепископ Киевский и Галицкий Филарет (Денисенко), епископ Волоколамский Питирим (Нечаев), Вологодский и Великоустюжский Мелхиседек (Лебедев), епископ Дмитровский Филарет (Вахромеев), епископ Зарайский Ювеналий (Поярков), епископ Тихвинский Михаил (Мудьюгин).
16 декабря 1969 года назначен постоянным представителем Московского Патриархата при Всемирном Совете Церквей в Женеве, и временно исполняющим обязанности представителя патриарха Московского при Антиохийском патриаршем престоле. Принимал активное участие в деятельности Союза Советских обществ дружбы и культурных связей с зарубежными странами и являлся членом правления общества «СССР — Кипр».
В январе 1970 года направлен в Гонконг для отпевания настоятеля патриаршего храма во имя Святых апостолов Петра и Павла протоиерея Димитрия Успенского.
С 26 апреля по 3 мая 1971 года с делегацией Русской Православной Церкви участвовал в работе Ассамблеи Конференции европейских церквей «Ниборг-71».
С 25 июня 1971 года — епископ Виленский и Литовский.
В ноябре 1971 года в Каире участвовал в торжествах по случаю интронизации предстоятеля Коптской Церкви Шенуды III.
2 февраля 1972 года освобождён от обязанностей представителя патриарха Московского при патриархе Антиохийском, согласно прошению.
25 августа 1972 года назначен епископом Калининским и Кашинским.
С 29 января 1974 года по 2 сентября 1977 года исполнял обязанности председателя Хозяйственного Управления Московской Патриархии.
9 сентября 1977 года возведён в сан архиепископа.
С 19 апреля 1978 года архиепископ Краснодарский и Кубанский.
За месяц до кончины он отмечал своё 50-летие. За богослужением в Екатерининском кафедральном соборе в Краснодаре он принял из рук своих друзей, архиепископа Новосибирского и Барнаульского Гедеона (Докукина) и епископа Ставропольского и Бакинского Антония (Завгороднего), пожалованный ему Патриархом Пименом орден святого князя Владимира II степени и приветственный адрес митрополита Таллинского и Эстонского Алексия (Ридигера), управляющего делами Московской Патриархии. В адресе отмечалась его экуменическая, миротворческая и патриотическая деятельность.
24 января 1980 года выехал по церковным делам в Москву, где внезапно занемог и 27 января скончался.
По благословению Патриарха Пимена, гроб с телом покойного 28 января был доставлен в Богоявленский патриарший собор, где митрополитом Таллинским и Эстонским Алексием и архиепископом Новосибирским и Барнаульским Гедеоном в сослужении соборного причта был совершён парастас. Всю ночь совершались заупокойные литии и читалось Святое Евангелие.
29 января состоялось его отпевание, которое совершили: митрополит Таллинский и Эстонский Алексий (Ридигер), архиепископ Дмитровский Владимир (Сабодан), архиепископ Новосибирский и Барнаульский Гедеон (Докукин), архиепископ Курский и Белгородский Хризостом (Мартишкин), епископ Зарайский Иов (Тывонюк), епископ Ставропольский и Бакинский Антоний (Завгородний) с участием многих клириков тех епархий, в которых архиепископ Гермоген проходил своё служение.
Погребён рядом с могилой отца на первом участке Перловского кладбища на окраине Москвы.

## Сочинения
- «Идеал религиозно-нравственной жизни еврейского народа по учительным книгам Библии и применение его в жизни народа». (Кандидатское сочинение).

статьи
- Из жизни Русской Духовной Миссии в Иерусалиме // Журнал Московской Патриархии. 1964. — № 7. — С. 22-26.
- Столетие русского храма в Святой Земле // Журнал Московской Патриархии. 1964. — № 9. — С. 3-5.
- Юбилей Духовной Миссии в Иерусалиме // Журнал Московской Патриархии. 1964. — № 10. — С. 9-10.
- Торжества возвращения св. мощей преп. Саввы Освященного в Иерусалиме // Журнал Московской Патриархии. 1966. — № 2. — С. 46-49.
- Речь при наречении во епископа Подольского (24 дек. 1966 г.) // Журнал Московской Патриархии. 1967. — № 2. — С. 11-13.
- Блаженнейший Патриарх Антиохийский и всего Востока Феодосий VI [некролог] // Журнал Московской Патриархии. 1970. — № 11. — С. 40-42.
- Интронизация Блаженнейшего Илии IV, Патриарха Антиохийского и всего Востока // Журнал Московской Патриархии. 1971. — № 2. — С. 50-53
- Паломничество на Святую Гору Афон // Журнал Московской Патриархии. 1979. — № 12. — С. 11-16. (в соавторстве с архимандритом Палладием (Шиманом))

книги
- Архиепископ Гермоген. Проповеди о вере и спасении / Сост. Н. Г. Княжинская. — М.: Вече, 2006. — 320 с.: ил.